# Арал Ближний
Арал Ближний (кирг. Жакынкы Арал) — село в Сокулукском районе Чуйской области Кыргызстана. Входит в состав айылного аймака имени Крупской.

## География
Село расположено в центральной части области, на правом берегу реки Сокулук, у северо-западной окраины села Сокулук, административного центра района. Абсолютная высота — 696 метров над уровнем моря.

## Население
Согласно оценочным данным Национального статистического комитета Кыргызской Республики, численность населения села на начало 2023 года составляла 1241 человек.
| год     | 2009 | 2014 | 2015 | 2020 | 2021 | 2023 |
| ------- | ---- | ---- | ---- | ---- | ---- | ---- |
| человек | 1106 | 1017 | 1068 | 1204 | 1221 | 1241 |